# Средњо-малајско-полинежански језици
Средњо-малајско-полинежански језици су хипотетичка подгрупа малајско-полинежанске гране аустронежанских језика. За средњо-малајско-полинежанске језике важи мишљење да је то збирни назив, којим су обухваћене гране које не припадају источно-малајско-полинежанској подгрупи средњо-источно-малајско-полинежанских језика, и да они пре чине језички комплекс него јединствену подгрупу, што би значило да деле одређене иновације. Међутим, многе од њих нису присутне у свим језицима, то јест, предложене одлике које одређује средњо-малајско-полинежанске језике, не постоје на рубним деловима области у којима се говори овим језицима.

## Распрострањеност
Средњо-малајско-полинежански језици у употреби су на Малим Сундским и Молучким острвима Бандског мора, у области чије границе приближно одговарају границама индонежанских покрајина Источна Нуса Тенгара и Молуци, као и државе Источни Тимор, када се искључе папуански језици у употреби на Тимору и оближњим острвима, а укључе бимски језик у употреби на источној половини острва Сумбава у покрајини Западна Нуса Тенгара и бурујско-суланско-талиабојски језици, којима се говори на Сулским острвима на југозападу покрајине Северни Молуци. Најважнија острва ове области су Сумбава, Сумба, Флорес, Тимор, Буру и Серам. По бројности најзначајнији језици су бимански језик, мангарајски са западног Флореса, атонијски са западног Тимора и тетумски, који је званични језик Источног Тимора.

## Класификација
Средњо-малајско-полинежански језици:
- Бимски
- Сумбско–флорешки
- Флорешко-лембатски
- Селарски
- Кајско–танимбарски
- Арујски
- Средњомолучки
- Тиморски
- Бабарски
- Ковиајски
- Теорско-курски